# 롯데 (일본의 기업)
주식회사 롯데(일본어: 株式会社ロッテ, 영어: LOTTE Co., Ltd.)는  재미교포 한국계일본  기업이다. 신격호가 1948년에 일본에서 창업. 창업 이래 세계 각지에서 그룹을 확장하고, 신격호의 고향인 한국에 적극적으로 투자해 대규모로 사업하고 있다.(한국에서의 전개에 대해서는 롯데그룹#계열사에서 설명한다) 비상장 기업. 미도리회 회원 기업인 산와그룹에 속한다. 주식회사 롯데는 지주 회사 롯데 홀딩스가 되어 지주 회사로 전환, 과자 메이커로서 현재 주식회사 롯데는 분리하여 신설된 지주 회사 산하로 되어 있다. 현재 CEO는 고초 에이이치이다.

## 개요
독일의 문호 괴테의 〈젊은 베르테르의 슬픔〉의 여주인공 ‘샤롯데’에 연관되어 〈롯데〉라고 명명.
자 도리후타즈의 나카모토 코지의 어머니가 제출한 〈입속의 연인(お口の恋人 ロッテ)〉를 캐치프레이즈로 하고 있다. 닛케이 BP 컨설팅에 의한 ‘기업 메시지 조사’의 ‘상기율 랭킹’에서 5년 연속으로 1위를 기록하고 있다.

## 주요 사업소
- 영업 거점
  - 본사 (도쿄도 신주쿠구 니시신주쿠 3-20-1)

이전 신주쿠구 햐쿠닌정 (신주쿠 공장)에 위치했다.
- 공장
  - 우라와 공장 (사이타마현 사이타마시 미나미구 나마카제 3-1-1)

공장 부지 내에 프로 야구 지바 롯데 마린스 2군 본거지인 롯데 우라와 구장, 선수의 연습장이 인접해 있다.
- 중앙 연구소

우라와 공장과 동일 부지에 소재한다.
- - 사야마 공장 (사이타마현 사야마시 신사야마 1-2-1)
  - 시가 공장 (시가현 오미하치만시 아즈치정 니시오이소 147-1)
  - 고베 공장 (효고현 고베시 니시구 이카와다니 마치준와 824-1)

- 롯데 아이스의 이관
  - 큐슈 공장 (후쿠오카현 치쿠고시 나가하마)

- 과거 사업소
  - 신주쿠 공장 (도쿄도 신주쿠구 햐쿠닌정 2-2-33)

1950년에 조업을 개시. 첫 번째 본격적인 공장에서 껌을 생산하고 있었다. 이전 본사도 소재했지만, 생산 거점 재편에 의해 2013년에 폐쇄되었다.

## 역사

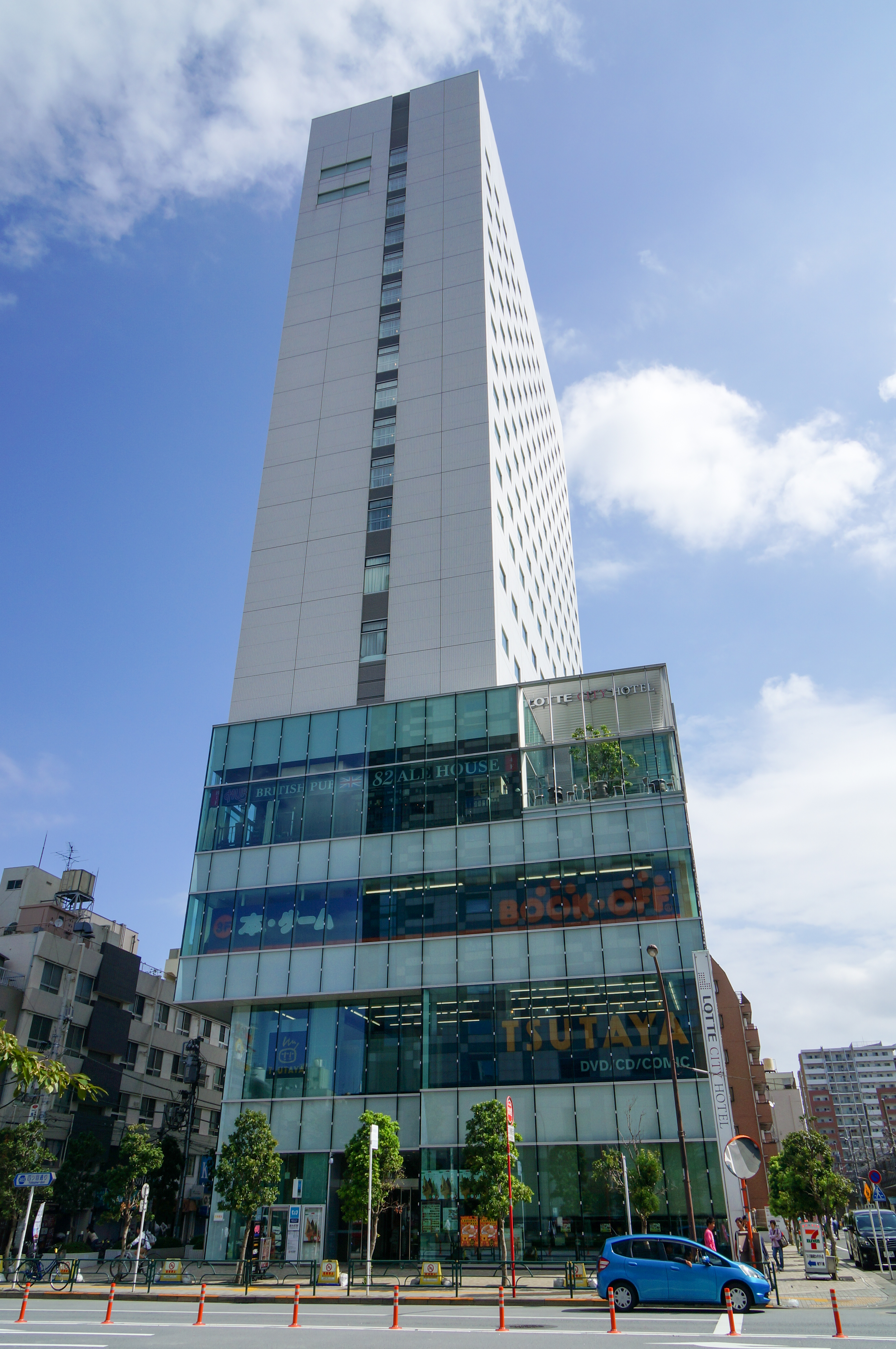
롯데 시티 호텔 긴시쵸

- 1945년 - 신격호가 스기나미구 오기쿠보에서 〈히카리 특수 화학 연구소〉를 설립하고 비누, 포마드 등의 제조 판매를 담당.
- 1947년 - 껌의 제조를 개시.
- 1948년  - (주)롯데 설립. 당시 수입 규제의 대상이었던 천연수지를 사용한 껌의 제조 판매를 시작했다. 사장 스스로 리어카에 껌을 싣고, 이동 판매하는 스피어민트 껌에 이어 출시한 그린 껌을 대량으로 판매했다. 나중에 공장을 도쿄도 신주쿠구 신오쿠보역 부근으로 이전한 후 신주쿠 공장이 되었다.
- 1959년 5월 4일 - TBS에서 〈롯데 노래의 앨범〉 방송 개시.  “입안의 연인, 롯데가 제공하는 노래 앨범 (一週間のご無沙汰でした。玉置宏でございます。お口の恋人、ロッテ提供、『ロッテ歌のアルバム』…)”로 시작하는 프로그램 사회자·타마오키 히로시가 말하는 오프닝의 대사는 유행어가 되고, 롯데  회사는 널리 알려지게 되었다.
- 1964년 - 초콜릿의 제조를 개시. 가나 밀크 초콜릿 발매.
- 1966년 무렵 - 한국에서 롯데 제과 설립.
- 1969년 - 사탕 제조를 개시. 같은 해 영화 회사 다이에이의 나가타 마사카즈 사장의 요청을 받아 나가타 사장이 오너를 맡고 있던 마이니치 신문과 다이에이 계열의 프로 야구단 〈마이니치 다이에이 구단〉(도쿄 오리온스)와 제휴해 메인 스폰서가 되어 팀  이름을 〈롯데 오리온즈〉로 바꾼다.
- 1970년 - 일본국유철도 긴시초역에 복합 상업 시설·롯데 회관이 오픈.
- 1971년 - 마이니치 다이에이 구단을 완전 인수해, 자회사인 롯데 오리온즈로 한다.
- 2007년 - 지주 회사 제전환을 위한 〈주식회사 롯데 홀딩스〉로 상호를 변경한 회사에서 사업을 인수한 자회사 주식회사 롯데가 설립했다. 한국 등 해외를 포함한 그룹 회사의 총괄 업무는 지주 회사가 담당한다.
- 2009년 7월 1일 - 창업자 신격호가 대표권이 있는 회장이 후임 사장에 前 로얄 호텔의 츠쿠다 타카유키 회장이 취임했다.[4]
- 2010년 4월 6일 - 2007년에 폐관한 구 롯데 회관의 부지에 롯데 시티 호텔 긴시초 (롯데 호텔 사업부의 직영)가 오픈.
- 2013년 7월 - 껌 생산 라인을 통합하기 위해 창업시부터 롯데 신주쿠 공장을 폐쇄하고, 롯데 사야마 공장에 집약했다.
- 2018년 4월 1일 - 롯데 아이스와 롯데 상사를 흡수 합병.[5]
- 2020년 1월 19일 - 창업자 신격호가 서울 시내의 병원에서 사망.
- 2022년 - 일본의 증권 거래소에 상장할 예정.[6][7]

### 회사 연혁·기념 잡지
롯데는 다음의 다섯 권을 발행하고 있다.
- 롯데의 행보 (〈단지 연구소〉편) 1965년 발행, 264 페이지.
- 롯데의 발자취 30년 (〈롯데〉편) 1978년 6월 발행, 97 페이지.
- 롯데의 발자취 40년 : 그리고 미래 (〈롯데〉편) 1988년 6월 발행, 127 페이지.
- 롯데의 발자취 50년 ~21세기에 (〈롯데〉편) 1998년 6월 발행, 176 페이지.
- LOTTE BRAND History 〈입속의 연인〉 : 70년의 발자취 (〈롯데 홀딩스〉편) 2018년 6월 발행, 255 페이지.

## 주요 상품
- 그린껌, 쿨민트껌, 자일리톨껌, 블랙 화이트, SPASH, Fit's 등의 껌 (롯데는 일본의 껌 시장에서 높은 점유율을 가지고 있다.)

- 가나 밀크, 크런키, 코알라의 마치, 톳뽀 파이의 열매, 빅쿠리 맨 등의 초콜릿

- 노도아메, 매화 등의 캔디

- 초코 파이 등의 비스킷, 스낵 (일부 상품은 토하토에 양도되는 경우도 있다.)

- 유키미 다이후쿠, 쿠릿슈, 모나왕, 소우, 레이디 보덴, 와노시즈쿠 등의 아이스크림 (롯데 아이스 제조)

- 노미토모, 콜라겐 10000, 쿠레나이 (BENI) 등의 건강 식품 (롯데 건강 산업 담당)

- 호카론 (휴대용 카이로) 등의 건강 용품 (롯데 건강 산업 담당)

- 예전에는 쌀 과자, 멜론 크림 소다와 잇타 음료 (우롱차) 등 음료 (청량 음료)도 제작했다.